# Whisky dla aniołów
Whisky dla aniołów (ang. The Angels' Share) – film z 2012 brytyjskiego reżysera Kena Loacha. Tytuł odnosi się do tzw. "daniny dla aniołów", czyli tej części whisky, którą się traci w procesie dojrzewania trunku.

## Nagrody
Film Whisky dla aniołów otrzymał w 2012 roku Nagrodę Specjalną Jury na 65. Festiwalu Filmowym w Cannes. W Polsce miał premierowy pokaz na festiwalu Dwa Brzegi w Kazimierzu Dolnym / Janowcu nad Wisłą w 2012.

## Opis fabuły
Oskarżony o pobicie Robbie Emmerson zostaje skazany na prace społeczne, które wykonuje wraz z Albertem, Rhino i Mo. Harry, opiekun grupy, uczy Robbiego, jak smakować prawdziwą szkocką whisky. Dziewczyna Robbiego, Leonia, właśnie urodziła mu syna. Robbie obiecuje jej już nigdy nie wejść w zatarg z prawem. Tymczasem przyjaciele dowiadują się, że licytowana będzie beczka z wyjątkową whisky, która może osiągnąć cenę miliona funtów.

## Obsada
- Paul Brannigan jako Robbie Emmerson
- John Henshaw jako Harry
- Gary Maitland jako Albert
- Jasmin Riggins jako Mo
- William Ruane jako Rhino
- Roger Allam jako Thaddeus
- Siobhan Reilly jako Leonie
- Roderick Cowie jako Anthony
- Scott Kyle jako Clancy
- Alison McGinnes jako matka Anthony'ego
- David Goodall jako Angus Dobie